# Daniel Gómez Rinaldi
Daniel Gómez Rinaldi (San Martín, Buenos Aires, 19 de noviembre de 1967) es un periodista de espectáculos argentino. Actualmente forma parte de Canal 9, con sus ciclos Qué mañana! y Bendita.

## Carrera
Comenzó su carrera en 1988, luego de cursar los estudios primarios y secundarios, estudió periodismo en el Instituto Grafotécnico o Escuela Superior de Periodismo. Por un breve tiempo en los años 1980 se dedicó a trabajar en radio en papeles secundarios. Aunque a fines de dicha década se volcó al periodismo gráfico.
Hizo aportes para revistas como Buenos Aires Herald, Semanario, Libre, Tal Cuál, hasta llegar a La Revista en 1989, dónde se mantuvo hasta 1995.
En 1996 creó Buenos Aires Fashion News y colaboró para la revista Chicas y Models comenzando a definir su orientación periodística.

## Vida personal
En 2018 se hizo pública su relación con Keke Rodríguez por lo que se armó revuelo en la farándula.

## Participaciones
En 1988 se produjo su salto a la televisión, participando del programa El pueblo quiere saber por Canal 2 junto al conductor Lucho Avilés, donde se desempeñó hasta 1989.
Entre 2000 y 2001 trabajó en Telepasillo, un programa de chimentos donde también trabajaban Marcela Tauro y Luis Ventura. En 2002, junto a Horacio Cabak y Verónica Lozano condujo Siempre Listos.
Rinaldi comenzó a trabajar en Intrusos en el Espectáculo en 2003, cuando el programa ya llevaba dos temporadas. En el nuevo programa estuvo acompañado por Luis Ventura y Jorge Rial, entre otros. Tras 9 años el integrante firme del panel de Intrusos decidió dar un paso al costado no renovando su contrato.
En 2003, estuvo en el programa Siempre así con María Belén Aramburu por Canal 7.
Paralelamente a Intrusos trabajó en otros programas televisivos, como Intocables junto a Cabak (2004), Detrás de Escena con Connie Ansaldi (2005) y Gran Hermano 2007: El Debate (2007), programa que forma parte de la cuarta edición del conocido reality show Gran Hermano.
También trabajó en radio en programas como La Tapa (2004) y Llamas con todo (2006).
Se especulaba con que ingresara en mayo de 2007 al reality show GH 2007 Famosos, algo que finalmente no ocurrió.
En 2010 escribió una biografía autorizada de la actriz Amelia Bence, titulada Los ojos más lindos del mundo donde hablaba de la vida y carrera de la célebre actriz. Gómez Rinaldi fue muy amigo de la actriz a quien visitaba a diario en su casa.
En el año 2011 el participó del Bailando 2011 con Ana Laura López.
A principios de 2012 debía reincorporarse a su puesto de trabajo en Intrusos en el espectáculo pero debido a su enfermedad pidió una licencia más larga, Jorge Rial al enterarse de esto, entró en cólera y pidió su renuncia de inmediato. Durante todo ese año apareció en programas de chimentos contando su situación y como había quedado su relación con Rial. A pesar de estar fuera de los medios por unos meses, consiguió trabajo en Ciudad Magazine del ciclo La Jaula de la Moda como panelista con la conducción de Horacio Cabak donde trabajó hasta fin de año. En 2013 empezó a trabajar en El chimentero 3.0 junto a Teto Medina, Adabel Guerrero y Amalia Granata.
En 2013, fue panelista de Implacables con Susana Roccasalvo, después un año más tarde en 2014, empezó a trabajar en Qué mañana! también por la misma pantalla de Canal 9 que ha trabajado con junto a Ariel Rodríguez Palacios, Guillermo Calabrese y Mariano Peluffo donde trabaja en la sección de espectáculos en su temática "Los Sartenazos".
En 2018, fue panelista de Flor de tarde conducido por Florencia de la V en Ciudad Magazine.